# دونالد ويكسلر
دونالد ويكسلر (بالإنجليزية: Donald Wexler)‏ هو مهندس معماري أمريكي، ولد في 23 يناير 1926 في داكوتا الجنوبية في الولايات المتحدة، وتوفي في 26 يونيو 2015 في بالم ديسيرت في الولايات المتحدة.

## وصلات خارجية
- دونالد ويكسلر على موقع الموسوعة البريطانية (الإنجليزية)